# Bojan Pograjc
Bojan Pograjc, brigadir Slovenske vojske in diplomat, 29. september 1961, Ljubljana.

## Vojaška kariera
Bojan Pograjc je začel vojaško kariero kot rezervni častnik, poveljnik voda zračne obrambe zaščitne enote Republiškega štaba za teritorialno obrambo. Zaradi sodelovanja v pripravah na slovensko osamosvojitev ima status veterana vojne za Slovenijo.
1. januarja 1992 se je zaposlil v Upravi za logistiko Ministrstva za obrambo kot načelnik Odseka za domačo nabavo. S sodelavci je do leta 1998 postavljal temelje oddaje javnih naročil in projektnega vodenja v obrambnem sistemu. Temu so sledile formacijske dolžnosti v Slovenski vojski, s prekinitvijo, ko je bil leta 2000 nestrankarski državni sekretar na ministrstvo za obrambo, pristojen za Nato, obrambno logistiko in SV. V generalštabu je bil častnik, odgovoren za skupino držav v Odseku za bilateralno vojaško sodelovanje (1998–1999) in načelnik Odseka za evroatlantske integracije v Oddelku za mednarodno vojaško sodelovanje (1999–2000), načelnik Oddelka za logistiko (2000–2001) ter načelnik Oddelka rodov v Sektorju za strateške plane in politiko (2001–2002). Potem ko je bil med letoma 2002 in 2006 razporejen v Center vojaških šol in Poveljniško-štabno šolo Poveljstva za doktrino, razvoj, izobraževanje in usposabljanje (PDRIU), se je vrnil v GŠ kot pomočnik načelnika GŠ (2006–2007). Po poveljevanju 1. brigadi Slovenske vojske in Vojašnici Franca Rozmana Staneta (2007–2009) je bil imenovan na formacijsko dolžnost poveljnika PDRIU in Vojaškega objekta Kadetnica (2009–2012). Nato je bil od septembra 2012 trinajst mesecev namestnik poveljnika KFOR-ja. Po povratku v domovino je prevzel dolžnost pomočnika načelnika GŠ (2013–2017). Med 2014 in 2017 je hkrati opravljal tudi dolžnost načelnika Združenega sektorja za strateško planiranje GŠ. 2017 je bil imenovan za načelnika štaba GŠ, v 2018 in 2022 pa ponovno za pomočnika GŠ.
V čin brigadirja je bil povišan leta 2006, med 2009 in 2020 ter v 2022 pa je opravljal formacijske dolžnosti v nazivu generalmajor.
Potem ko je bil med 2020 in 2022 državni sekretar za vojaške, obrambne in zunanje zadeve v Kabinetu predsednika Vlade Republike Slovenije, ga je predsednik republike postavil za izrednega in pooblaščenega veleposlanika Republike Slovenije v Republiki Poljski.

## Izobraževanja in usposabljanja
Pomembnejša brigadirjeva izobraževanja in vojaška usposabljanja obsegajo Šolo za rezervne častnike artilerijsko-raketnih enot zračne obrambe v Šolskem centru zračne obrambe Zadar (Hrvaška), univerzitetni študijski program Politologija – obramboslovje na Fakulteti za družbene vede Univerze v Ljubljani, mednarodni tečaj za management obrambnih virov na Inštitutu za management obrambnih virov pri Mornariški podiplomski šoli (Monterey, ZDA), nadaljevanji tečaj za logistične častnike na Univerzi ameriške mornariške pehote (Quantico, Camp Lejeune, ZDA), generalštabno vojaško izobraževanje in usposabljanje na Poveljniško-štabni šoli Slovenske vojske, magistrski študijski program – nacionalna varnostna strategija na Nacionalnem vojnem kolidžu Nacionalne obrambne univerze (Washington, ZDA) ter tečaj za generale, admirale in veleposlanike na Natovem obrambnem kolidžu (Rim, Italija; Bruselj, Belgija).

## Znaki usposobljenosti
- vojaški gorski vodnik
- vojaški gorski reševalec
- vojaški alpinist
- vojaški gornik

## Odlikovanja

### Slovenska
- red generala Maistra III. stopnje
- red Slovenske vojske
- zlata in bronasta medalja generala Maistra
- zlata, srebrna in bronasta medalja Slovenske vojske
- spominski znak Predsedovanje EU 2008
- medalja v službi miru
- znaki za dolgoletno službo V, X, XV in XX
- zlata medalja PDRIU
- bronasti meč Poveljstva sil SV
- medalja 1. brigade I. stopnje
- zlata medalja 72. brigade
- srebrni znak Poveljniško-štabne šole
- srebrna plaketa Poveljniško-štabne šole
- zlata plaketa 17. bataljona vojaške policije
- bronasti znak Civilne zaščite
- spominska medalja »30. OBLETNICA SAMOSTOJNE IN NEODVISNE DRŽAVE REPUBLIKE SLOVENIJE«

### Tuja
legija za zasluge oboroženih sil ZDA v stopnji častnika
 srebrni častni križec za izjemna dejanja oboroženih sil Zvezne republike Nemčije
 častna medalja Obrambnega štaba Republike Italije
 Natova medalja ne 5. člena za Balkan
 vitez magistralne milosti Suverenega vojaškega bolničarskega reda sv. Janeza iz Jeruzalema, Rodosa in Malte
  križ komendatorja z meči reda pro merito melitensi Suverenega vojaškega bolničarskega reda sv. Janeza iz Jeruzalema, Rodosa in Malte
 red za zasluge Mednarodnega odbora za vojaški šport v stopnji velikega viteza

## Zasebno življenje
Z ženo in sinom živi v Ljubljani.